# Andrea Ellendt
Andrea Ellendt (* 10. November 1890 als Andrea Stallforth in Parral (Chihuahua); † wahrscheinlich 7. Mai 1931 in Mexiko), auch bekannt als „Miss Ellendt“, war eine deutsch-mexikanische, antisemitische Agitatorin der völkischen und nationalsozialistischen Bewegung in Mittel- und Unterfranken, insbesondere im Maindreieck, und war „eine der tätigsten Propagandisten des Deutschvölkischen Schutz- und Trutz-Bundes“.

## Leben
Zur Zeit ihres Auftretens in Franken umgab Ellendt ein „dichtes Geflecht von Gerüchten und Mutmaßungen“: So soll sie die mexikanische Frau eines in Amerika hingerichteten deutschen Spions gewesen sein, die Witwe eines gefallenen Seeoffiziers oder eine in Bremen geborene Auslandsdeutsche aus Mexiko. Gesichert ist, dass Ellendt als Tochter eines deutschen Ehepaars – Bernhard Emil Stallforth (1842–1893) und Anita Bonaventura (geb. Stein, 1859–1936) – in Mexiko geboren wurde. Ihr Großvater war deutscher Generalkonsul in Mexiko. Ihr Ehemann, der preußische Kapitänleutnant Renatus Ellendt, starb im Oktober 1918 an einer Lungenentzündung.

### München 1920–1922
Nach ihrer Übersiedlung in das Deutsche Reich trat Ellendt als Rednerin auf vielen völkischen und auch nationalsozialistischen Versammlungen auf. Ellendt, auch als deutschvölkische „Wanderpredigerin“ charakterisiert, war laut Michael H. Kater „wohl die erste [Frau], die damals in großem Stil öffentlich und mit Erfolg für Hitler werben konnte“.
Am 29. Oktober 1920 redete Ellendt auf einer NSDAP-Versammlung mit rund 350 Besuchern im Münchner Mathildensaal, auf der als erstes Adolf Hitler sprach, einem Protokollanten von der Reichswehr zufolge „über die Auslands- u[nd] Hetzpropaganda unserer Feinde u[nd] Stellung zum Völkerbund“. Nach einem Bericht des Politischen Nachrichtendienstes des Polizeipräsidiums München hielt sie am 5. November 1920 eine Rede auf einer von Anton Drexler geleiteten NSDAP-Versammlung mit 2.500 Besuchern im Münchner Kindl-Keller, auf der Hitler gegen den Völkerbund redete.
Am 11. Mai 1922, Ellendt hatte zu dieser Zeit ihren Wohnsitz in der Münchner Wotanstraße, erklärte sie in einer von der NSDAP organisierten, öffentlichen Veranstaltung im Bürgerbräukeller:

„Ich appelliere an Euch alle: Zeigt Mut, schließt Euch fester zusammen, die Zeit erfordert es! Wir fordern die Ausschaltung und Beseitigung der Juden. Nicht mit Worten können wir die Juden bekämpfen, wir müssen vielmehr zur Tat schreiten. Dazu seid Ihr aber alle berufen, alle die Ihr hier seid. Seid einig, wenn es gilt, Rache an den Juden zu üben!“

Der Historiker Mathias Rösch nennt die Äußerungen Ellendts ein Beispiel für die „unablässige Flut von in extrem beleidigender und gewalttätiger Sprache gepackten Vorurteile und Tatsachenverdrehungen, mit denen den Juden gedroht wurde“, bis hin zum „Aufruf zur Lynchjustiz“, wie sie bis 1923 zum „normalen“ Alltag in München gehörten.

### Maindreieck 1922–1923
Im August des Jahres 1922 zog Ellendt nach Kitzingen; dort und in den umliegenden Orten entfaltete sie – initiiert durch den Zahnarzt und späteren NSDAP-Gauleiter Otto Hellmuth – sofort eine Tätigkeit als Rednerin. Mit teils mehreren Reden pro Tag gab sie „der rechtsradikalen Bewegung in Unter- und Mittelfranken einen entscheidenden Anstoß“, so der Historiker Roland Flade.
Bei ihren Reden im Maindreieck umgab sich Ellendt mit bewaffneten, circa 80 Mann starken „Sturmtrupps“, die Saalschutzaufgaben versahen und mit Gewalt gegen Andersdenkende und Juden vorgingen. Den Sturmtrupps ging ein Fahnenträger mit einer Hakenkreuzfahne voraus; zum Teil wurden sie von Radfahrern mit schwarz-weiß-roten Armbinden begleitet. Ellendt trug bei ihren Auftritten eine uniformähnliche Kleidung, bestehend aus einem langen schwarzen Mantel mit breitem Ledergürtel sowie einem stahlhelmförmigen Hut. Auf den Veranstaltungen mit Ellendt wurden Spenden gesammelt und weitere „Sturmtrupps“ rekrutiert.

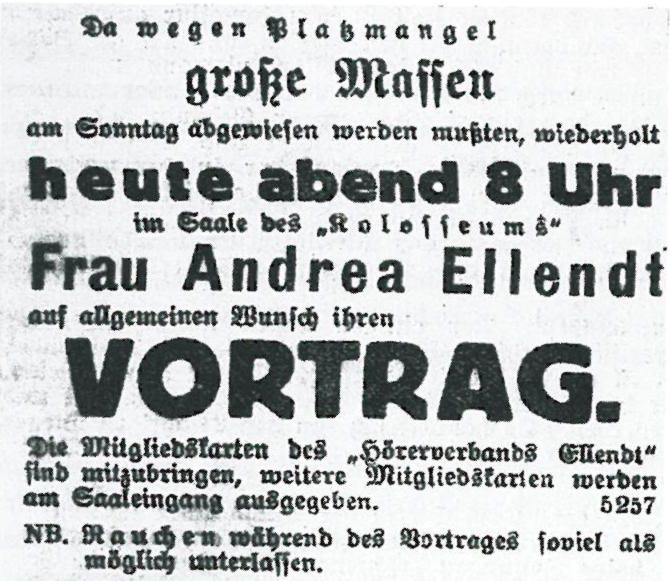
Ankündigung eines Ellendt-Vortrags in der Kitzinger Zeitung vom 6. September 1922

In Kitzingen hielt Ellendt zwischen August und Dezember 1922 mehrere Reden im Kolosseum, damals einer der größten Säle der Stadt. Themen waren „Die Sünde wider das Volk“, „Sind wir Deutschvölkischen wirklich so schlecht? Oder bilden wir nicht vielmehr einen Block der Sittlichen und Anständigen?“ sowie – ausschließlich für Frauen über 18 Jahre – „Hohe völkische Gedanken“. Ende Oktober trat sie zusammen mit Alfred Roth als Rednerin bei der Weihe des Hakenkreuzbanners der Ortsgruppe des Schutz- und Trutzbundes in Marktbreit auf. Am 7. November kam es im Umfeld einer Ellendt-Rede in Hohenfeld zu einer Messerstecherei mit mehreren Verletzten.
Ellendts Auftritt in Würzburg am 17. Dezember 1922 wurde von einem großen Polizeiaufgebot abgesichert. Es kam zu Tumulten, für die die BVP-Zeitung Volksblatt und der bürgerlich-konservative General-Anzeiger anwesende Sozialdemokraten verantwortlich machten. Das Volksblatt nannte Ellendt eine „feurige und überzeugende, äußerst ernst zu nehmende Rednerin“. Die SPD-Zeitung Volksfreund sah eine bewusst angelegte „plumpe Provokation“ der sozialdemokratischen Arbeiter und warf der unter dem Kommando von Heinrich Gareis stehenden Bayerischen Landespolizei vor, sie führe die Befehle der „Hakenkreuzler“ aus. Die Würzburger Gewerkschafterin Maria Huth war Augenzeugin des Ellendt-Auftritts:

„Die Ellendt hat ihren Sums erzählt, daß wir halt so arg geknechtet sind und daß wir frei werden müssen. Und dann sagte sie: ‚Mit Stolz stelle ich fest, daß ich eine Bremer Kaufmannstochter aus Mexiko bin.‘ In der Nähe von mir war ein Arbeiter, der rief: ‘Ich möchte wissen, wie viele Windeln die gewaschen hat!’ Das haben die Männer damals immer gesagt, wenn eine Frau sich so hervorgetan hat.“

Für Altenschönbach ist ein Auftritt Ellendts in einer Kirche dokumentiert, wo sie bei der Einweihung einer Gedenktafel für die im Weltkrieg Gefallenen sprach. Eine Versammlung in Stadelschwarzach wurde vom protestantischen Pfarrer von Bimbach eröffnet, der eventuellen Störern ankündigte, es seien „genügend Fäuste zur Beruhigung vorhanden“.
Namens des Deutschvölkischen Schutz- und Trutzbundes hielt Ellendt Anfang Mai 1923 eine Rede bei der Beisetzung von Daniel Sauer, eines Völkischen, der bei Auseinandersetzungen mit Sozialdemokraten während der Maifeiern in Sickershausen erschossen worden war. Sauer avancierte später zum „Blutzeugen“ der Nationalsozialisten. Nach Zeitzeugenberichten wurde er wahrscheinlich versehentlich durch einen Schuss aus den eigenen Reihen getötet. Ellendt nahm am 9. und 10. September 1923 am Vaterländischen Tag in Kitzingen teil, einer frühen Machtdemonstration der Völkischen und der NSDAP, bei der es während eines Umzugs zu „regelrechten Ausbrüchen von Hass“ vor einem von Juden bewohnten Haus kam.
Auftritte Ellendts sind auch aus Aschaffenburg, aus Coburg auf dem Deutschen Tag am 14. und 15. Oktober 1922 sowie aus der Gegend um Lichtenfels um die Jahreswende 1922/1923 bekannt.

### Reaktionen des Staates
Sehr schnell wurden – meist ohne Erfolg – gegen Ellendt Redeverbote und gegen ihre Auftritte Versammlungsverbote ausgesprochen sowie ein Strafverfahren eingeleitet. Der Regierungspräsident von Unterfranken hielt am 11. Oktober 1922 in einem Schreiben an die Kreise fest, dass Ellendts Vorträge ein „stark judenfeindliches Gepräge“ hätten und geeignet seien, „in einem Teil der Bevölkerung lebhafte Beunruhigung hervorzurufen“. Zudem gebe es vermehrt Hinweise, dass Ellendt Redewendungen benutze, die Aufforderungen zu strafbaren Handlungen seien und gegen das Republikschutzgesetz verstoßen. In Würzburg verbot der Stadtrat zweimal Veranstaltungen mit Ellendt. Das zweite Verbot wurde vom Regierungspräsidenten Julius von Henle aufgehoben, wogegen die Würzburger Ortsgruppe des Central-Vereins deutscher Staatsbürger jüdischen Glaubens (C.V.) protestierte. In einem Schreiben an den C.V. riet Henle, Ellendt-Auftritte nicht zu beachten und alles zu vermeiden, was „der gegenwärtigen antisemitischen Bewegung […] weiter Nahrung“ geben könnte. In Kitzingen hatte die örtliche jüdische Gemeinde nach Auftritten von Julius Streicher ein Verbot von Veranstaltungen beantragt, in denen „hetzerischer Rassenhaß“ zu erwarten war. Ein im Mai 1922 vom Stadtrat erlassenes Verbot wurde vom Bürgermeister gegen Ellendt nicht angewandt. Um drohende Verbote unterlaufen zu können, gründete Otto Hellmuth den „Hörer-Verband-Ellendt“, dessen Mitgliedausweise bei den als „geschlossen“ deklarierten Veranstaltungen an der Kasse kostenlos zu erhalten waren.
Ein Prozess gegen Ellendt wegen eines Verstoßes gegen das Republikschutzgesetz endete im März 1923 mit einem Freispruch: Verfahrensgegenstand war eine Rede Ellendts in Dettelbach im Oktober 1922. Vor Gericht bestritt Ellendt, den ermordeten deutschen Außenminister Walther Rathenau geschmäht zu haben. Da der genaue Wortlaut der Dettelbacher Rede nicht bekannt war, beantragte die Staatsanwaltschaft Freispruch. Vor Gericht traten mehrere Entlastungszeugen auf; so erklärte der Pfarrer aus Bimbach, Ellendts Veranstaltungen erzielten „große Erfolge bei der sittlichen Erneuerung des Volkes“. Ein Amtsrichter aus Scheinfeld bezeichnete Ellendt als „eine deutsche Frau, wie man sie sich nur überall wünschen könne“.

### Verbleib
Noch vor dem Hitler-Ludendorff-Putsch verschwand Ellendt wieder von der politischen Bühne. Der spätere NSDAP-Gauleiter Albert Krebs äußerte nach dem Zweiten Weltkrieg in seinen Memoiren, ihm sei erzählt worden, dass Ellendt eine „Agentin“ gewesen war. Krebs nennt Ellendt „[e]ine der seltsamsten Erscheinungen“ der frühen nationalsozialistischen Bewegung. Sie habe über eine „hinreißende Beredsamkeit“ verfügt, die gleichermaßen auf Bauern, Bürger der Kleinstädte und gebildete Zuhörer wirkte, wobei sie sich „auf die Anrufung der Gefühle und auf die Ausstrahlung ihrer weiblichen Aura“ verließ. Finanziell sei Ellendt völlig unabhängig gewesen, so Krebs.
Der Historiker Roland Flade hält es für wahrscheinlich, dass interne Auseinandersetzungen zum Verschwinden Ellendts beitrugen: So hatte Gustav Vierkötter, der Versammlungsleiter der Würzburger Veranstaltung, im Februar 1923 gegenüber der Kitzinger Polizei ausgesagt, Ellendt habe ihn aufgefordert, zwei ihrer persönlichen Feinde zu beseitigen. Ellendt schloss sich dem von Otto Hellmuth im April 1923 gegründeten Wehrverband „Frankenland“ an, der offenbar die „Sturmtrupps“ im Maindreieck straffer organisieren sollte. Laut Flade wollte sich Hellmuth mit dem Wehrverband von der NSDAP und dem Schutz- und Trutzbund abwenden und dem Freikorpsführer Hermann Ehrhardt mit seinem Bund Wiking anschließen. Flade verweist auf Äußerungen Wilhelm Holzwarths, der 1923 Leiter des NSDAP-Ortsgruppe in Scheinfeld war und eine der beiden Personen war, die Vierkötter im Auftrag Ellendts ermorden sollte. Holzwarth trat 1928 aus der Partei aus und nutzte fortan das in seinem Besitz stehende Uffenheimer Tageblatt zur Enthüllung von NSDAP-Interna. 1930 bezichtigte Holzwarth Hellmuth und Ellendt, die „im Kitzinger Bezirk bestehenden Naziortsgruppen Hitler abspenstig gemacht“ zu haben und verdeckt den Anschluss an Ehrhardt betrieben zu haben. Damit sei Ellendt aus Sicht der hitlertreuen NSDAP „tatsächlich eine Art ‚Spionin‘“ gewesen, so Flade.
Wahrscheinlich starb Ellendt 1931, nachdem sie kurz zuvor erneut geheiratet hatte, an den Komplikationen einer Fehlgeburt.